# Tini Wagner
Catharina Wilhelmina "Tini" Wagner, född 17 december 1919 i Amsterdam, död 2 juni 2004 i Soest, var en nederländsk simmare.
Wagner blev olympisk guldmedaljör på 4 x 100 meter frisim vid sommarspelen 1936 i Berlin.